# Juan Pedro Yalet
Juan Pedro Yalet (Buenos Aires, 29 de abril de 1977) es un exfutbolista argentino que jugaba de volante.

## Clubes
| Club             | País      | Año       | 1998-2002 |
| Motagua          | Honduras  | 2003-2004 |           |
| Marathón         | Honduras  | 2004-2005 |           |
| Platense         | Honduras  | 2005-2006 |           |
| Olimpia          | Honduras  | 2006      |           |
| Persmin Minahasa | Indonesia | 2007-2008 |           |
| Bella Vista      | Uruguay   | 2008-2009 |           |

## Palmarés

### Campeonatos nacionales
| Título          | Club     | País     | Año  |
| --------------- | -------- | -------- | ---- |
| Torneo Apertura | Marathón | Honduras | 2004 |